# Rendez-vous à Brick Lane
Pour plus de détails, voir Fiche technique et Distribution.
Rendez-vous à Brick Lane (Brick Lane) est un film britannique de Sarah Gavron sorti en 2007.

## Synopsis
Née au Bangladesh, la jeune Nazneen, promise à un homme plus âgé, quitte sa famille et son pays pour rejoindre son futur époux à Londres. Isolée dans un pays dont elle ne parle pas la langue, elle se consacre à sa famille dans la cité de Brick Lane où règnent racisme ordinaire, fondamentalisme rampant et trafic en tous genres.

## Fiche technique
- Titre original : Brick Lane
- Réalisation : Sarah Gavron
- Scénario : Monica Ali, Laura Jones (en), Abi Morgan
- Montage : Melanie Oliver (en)
- Photographie : Robbie Ryan
- Musique : Jocelyn Pook
- Casting : Shaheen Baig, Loveleen Tandan
- Création des décors : Simon Elliott
- Direction artistique : Suzanne Austin
- Costume : Michael O'Connor
- Producteurs : Alison Owen, Chris Collins
- Producteurs associés : Ameenah Ayub Allen, Katherine Butler
- Producteur associé : Andy Stebbing
- Producteurs délégués : Paula Jalfon, Duncan Reid, Tessa Ross, Paul Trijbits (en), Faye Ward
- Sociétés de production : Film4, Ingenious Film Partners, Ruby Films, Seven Seas Productions, UK Film Council
- Pays :  Royaume-Uni
- Langue : anglais et bengali
- Genre : Drame
- Format : Couleur
- Durée : 102 minutes
- Date de sortie :
  - Royaume-Uni : 16 novembre 2007
  - France : 12 mars 2008
  - États-Unis : 20 juin 2008

## Distribution
- Tannishtha Chatterjee (V. F. : Lisa Martino) : Nazneen Ahmed
- Satish Kaushik : Chanu Ahmed
- Christopher Simpson (en) (V. F. : Frédéric Gorny) : Karim
- Naeema Begum : Rukshana "Shahna" Ahmed
- Lana Rahman : Bibi Ahmed
- Lalita Ahmed (V. F. : Mireille Delcroix) : Mme Islam
- Harvey Virdi (en) (V. F. : Nanou Garcia) : Razia
- Zafreen : Hasina
- Harsh Nayyar : Dr Azad
- Abdul Nlephaz Ali : Tariq
- Bijal Chandaria : Shefali
- Azziz Azzizi : homme homosexuel
- Surinder Duhra :
- Bernard Holley : reporter

Source et légende : Version française (V. F.) sur le site d’AlterEgo (la société de doublage)

## Récompenses
- Festival du film britannique de Dinard 2007 : 
  - Hitchcock d'argent
  - Meilleur scénario